# Collegio di Torbay
Torbay è un collegio elettorale inglese situato nel Devon e rappresentato alla camera dei Comuni del parlamento del Regno Unito. Elegge un membro del parlamento con il sistema maggioritario a turno unico; l'attuale parlamentare è Steve Darling dei Liberal Democratici, che rappresenta il collegio dal 2024.

## Estensione

Torbay dal 2010 al 2024

- 1974-1983: il County Borough di Torbay.
- 1983-2010: i ward del Borough di Torbay di Cockington with Chelston, Coverdale, Ellacombe, Preston, St Marychurch, St Michael's with Goodrington, Shiphay, Tormohun e Torwood.
- 2010-2024: i ward del Borough di Torbay di Clifton with Maidenway, Cockington with Chelston, Ellacombe, Goodrington with Roselands, Preston, Roundham with Hyde, St Marychurch, Shiphay with the Willows, Tormohun, Watcombe e Wellswood.
- dal 2024: i ward del Borough di Torbay di Barton with Watcombe; Clifton with Maidenway; Cockington with Chelston; Ellacombe; Goodrington with Roselands; Preston; Roundham with Hyde; St. Marychurch; Shiphay; Tormohun e Wellswood.[1]

Il collegio copre gran parte dell'autorità unitaria di Torbay, nel Devon, incluse le località costiere di Torquay e Paignton. La parte restante del borough fa parte del collegio di Totnes.

## Membri del parlamento
| Elezione | Elezione       | Deputato         | Partito             |
| -------- | -------------- | ---------------- | ------------------- |
|          | Feb 1974       | Frederic Bennett | Conservatore        |
| 1987     | Rupert Allason |                  | Conservatore        |
|          | 1997           | Adrian Sanders   | Liberal Democratici |
|          | 2015           | Kevin Foster     | Conservatore        |
|          | 2024           | Steve Darling    | Liberal Democratici |

## Elezioni

### Elezioni negli anni 2020
| Partito                    | Partito                                         | Candidato                  | Risultati 4 luglio 2024 | Risultati 4 luglio 2024 |
| Partito                    | Partito                                         | Candidato                  | Voti                    | %                       |
| -------------------------- | ----------------------------------------------- | -------------------------- | ----------------------- | ----------------------- |
|                            | Lib Dem                                         | Steve Darling              | 18 937                  | 41,06                   |
|                            | Conservatore                                    | Kevin Foster               | 13 588                  | 29,47                   |
|                            | Reform UK                                       | Gordon Scott               | 8 660                   | 18,78                   |
|                            | Laburista                                       | Chris Wongsosaputro        | 3 276                   | 7,10                    |
|                            | Verdi                                           | Charlie West               | 1 420                   | 3,08                    |
|                            | Workers                                         | Paul Moor                  | 234                     | 0,51                    |
|                            |                                                 |                            |                         |                         |
| Iscritti                   | Iscritti                                        | Iscritti                   | 76 179                  | 100,00                  |
| ↳ Votanti (% su iscritti)  | ↳ Votanti (% su iscritti)                       | ↳ Votanti (% su iscritti)  | 46 115                  | 60,54                   |
| ↳ Astenuti (% su iscritti) | ↳ Astenuti (% su iscritti)                      | ↳ Astenuti (% su iscritti) | 30 064                  | 39,46                   |
|                            |                                                 |                            |                         |                         |
|                            | Esito: collegio passa da Conservatore a Lib Dem |                            |                         |                         |

### Elezioni negli anni 2010
| Partito                    | Partito                                   | Candidato                  | Risultati 12 dicembre 2019 | Risultati 12 dicembre 2019 |
| Partito                    | Partito                                   | Candidato                  | Voti                       | %                          |
| -------------------------- | ----------------------------------------- | -------------------------- | -------------------------- | -------------------------- |
|                            | Conservatore                              | Kevin Foster               | 29 863                     | 59,23                      |
|                            | Lib Dem                                   | Lee Howgate                | 12 114                     | 24,03                      |
|                            | Laburista                                 | Michelle Middleditch       | 6 562                      | 13,01                      |
|                            | Verdi                                     | Sam Moss                   | 1 235                      | 2,45                       |
|                            | Indipendente                              | James Channer              | 648                        | 1,29                       |
|                            |                                           |                            |                            |                            |
| Iscritti                   | Iscritti                                  | Iscritti                   | 75 054                     | 100,00                     |
| ↳ Votanti (% su iscritti)  | ↳ Votanti (% su iscritti)                 | ↳ Votanti (% su iscritti)  | 50 422                     | 67,18                      |
| ↳ Astenuti (% su iscritti) | ↳ Astenuti (% su iscritti)                | ↳ Astenuti (% su iscritti) | 24 632                     | 32,82                      |
|                            |                                           |                            |                            |                            |
|                            | Esito: collegio confermato a Conservatore |                            |                            |                            |

| Partito                    | Partito                                   | Candidato                  | Risultati 8 giugno 2017 | Risultati 8 giugno 2017 |
| Partito                    | Partito                                   | Candidato                  | Voti                    | %                       |
| -------------------------- | ----------------------------------------- | -------------------------- | ----------------------- | ----------------------- |
|                            | Conservatore                              | Kevin Foster               | 27 141                  | 53,04                   |
|                            | Lib Dem                                   | Deborah Brewer             | 12 858                  | 25,13                   |
|                            | Laburista                                 | Paul Raybould              | 9 310                   | 18,19                   |
|                            | UKIP                                      | Tony McIntyre              | 1 213                   | 2,37                    |
|                            | Verdi                                     | Sam Moss                   | 652                     | 1,27                    |
|                            |                                           |                            |                         |                         |
| Iscritti                   | Iscritti                                  | Iscritti                   | 75 925                  | 100,00                  |
| ↳ Votanti (% su iscritti)  | ↳ Votanti (% su iscritti)                 | ↳ Votanti (% su iscritti)  | 51 174                  | 67,40                   |
| ↳ Astenuti (% su iscritti) | ↳ Astenuti (% su iscritti)                | ↳ Astenuti (% su iscritti) | 24 751                  | 32,60                   |
|                            |                                           |                            |                         |                         |
|                            | Esito: collegio confermato a Conservatore |                            |                         |                         |

| Partito                    | Partito                                         | Candidato                  | Risultati 7 maggio 2015 | Risultati 7 maggio 2015 |
| Partito                    | Partito                                         | Candidato                  | Voti                    | %                       |
| -------------------------- | ----------------------------------------------- | -------------------------- | ----------------------- | ----------------------- |
|                            | Conservatore                                    | Kevin Foster               | 19 551                  | 40,66                   |
|                            | Lib Dem                                         | Adrian Sanders             | 16 265                  | 33,83                   |
|                            | UKIP                                            | Anthony McIntyre           | 6 540                   | 13,60                   |
|                            | Laburista                                       | Su Maddock                 | 4 166                   | 8,66                    |
|                            | Verdi                                           | Paula Hermes               | 1 557                   | 3,24                    |
|                            |                                                 |                            |                         |                         |
| Iscritti                   | Iscritti                                        | Iscritti                   | 76 315                  | 100,00                  |
| ↳ Votanti (% su iscritti)  | ↳ Votanti (% su iscritti)                       | ↳ Votanti (% su iscritti)  | 48 079                  | 63,00                   |
| ↳ Astenuti (% su iscritti) | ↳ Astenuti (% su iscritti)                      | ↳ Astenuti (% su iscritti) | 28 236                  | 37,00                   |
|                            |                                                 |                            |                         |                         |
|                            | Esito: collegio passa da Lib Dem a Conservatore |                            |                         |                         |

| Partito                    | Partito                              | Candidato                  | Risultati 6 maggio 2010 | Risultati 6 maggio 2010 |
| Partito                    | Partito                              | Candidato                  | Voti                    | %                       |
| -------------------------- | ------------------------------------ | -------------------------- | ----------------------- | ----------------------- |
|                            | Lib Dem                              | Adrian Sanders             | 23 126                  | 46,99                   |
|                            | Conservatore                         | Marcus Wood                | 19 048                  | 38,71                   |
|                            | Laburista                            | David Pedrick-Friend       | 3 231                   | 6,57                    |
|                            | UKIP                                 | Julien Parrott             | 2 628                   | 5,34                    |
|                            | BNP                                  | Ann Conway                 | 709                     | 1,44                    |
|                            | Verdi                                | Sam Moss                   | 468                     | 0,95                    |
|                            |                                      |                            |                         |                         |
| Iscritti                   | Iscritti                             | Iscritti                   | 76 176                  | 100,00                  |
| ↳ Votanti (% su iscritti)  | ↳ Votanti (% su iscritti)            | ↳ Votanti (% su iscritti)  | 49 210                  | 64,60                   |
| ↳ Astenuti (% su iscritti) | ↳ Astenuti (% su iscritti)           | ↳ Astenuti (% su iscritti) | 26 966                  | 35,40                   |
|                            |                                      |                            |                         |                         |
|                            | Esito: collegio confermato a Lib Dem |                            |                         |                         |

### Elezioni negli anni 2000
| Partito                    | Partito                              | Candidato                  | Risultati 5 maggio 2005 | Risultati 5 maggio 2005 |
| Partito                    | Partito                              | Candidato                  | Voti                    | %                       |
| -------------------------- | ------------------------------------ | -------------------------- | ----------------------- | ----------------------- |
|                            | Lib Dem                              | Adrian Sanders             | 19 317                  | 40,84                   |
|                            | Conservatore                         | Marcus Wood                | 17 288                  | 36,55                   |
|                            | Laburista                            | David Pedrick-Friend       | 6 972                   | 14,74                   |
|                            | UKIP                                 | Graham Booth               | 3 726                   | 7,88                    |
|                            |                                      |                            |                         |                         |
| Iscritti                   | Iscritti                             | Iscritti                   | 76 418                  | 100,00                  |
| ↳ Votanti (% su iscritti)  | ↳ Votanti (% su iscritti)            | ↳ Votanti (% su iscritti)  | 47 303                  | 61,90                   |
| ↳ Astenuti (% su iscritti) | ↳ Astenuti (% su iscritti)           | ↳ Astenuti (% su iscritti) | 29 115                  | 38,10                   |
|                            |                                      |                            |                         |                         |
|                            | Esito: collegio confermato a Lib Dem |                            |                         |                         |

| Partito                    | Partito                              | Candidato                  | Risultati 7 giugno 2001 | Risultati 7 giugno 2001 |
| Partito                    | Partito                              | Candidato                  | Voti                    | %                       |
| -------------------------- | ------------------------------------ | -------------------------- | ----------------------- | ----------------------- |
|                            | Lib Dem                              | Adrian Sanders             | 24 015                  | 50,48                   |
|                            | Conservatore                         | Christian Sweeting         | 17 307                  | 36,38                   |
|                            | Laburista                            | John MacKay                | 4 484                   | 9,43                    |
|                            | UKIP                                 | Graham Booth               | 1 512                   | 3,18                    |
|                            | Indipendente                         | Pam Neale                  | 251                     | 0,53                    |
|                            |                                      |                            |                         |                         |
| Iscritti                   | Iscritti                             | Iscritti                   | 76 110                  | 100,00                  |
| ↳ Votanti (% su iscritti)  | ↳ Votanti (% su iscritti)            | ↳ Votanti (% su iscritti)  | 47 569                  | 62,50                   |
| ↳ Astenuti (% su iscritti) | ↳ Astenuti (% su iscritti)           | ↳ Astenuti (% su iscritti) | 28 541                  | 37,50                   |
|                            |                                      |                            |                         |                         |
|                            | Esito: collegio confermato a Lib Dem |                            |                         |                         |

## Risultati dei referendum

### Referendum sulla permanenza del Regno Unito nell'Unione europea del 2016
|             | Collegio | Lasciare UE % | Rimanere in UE % |
| ----------- | -------- | ------------- | ---------------- |
|             | Torbay   | 62,6%         | 37,4%            |
| Inghilterra | 53,3%    | 46,7%         |                  |
| Regno Unito | 51,9%    | 48,1%         |                  |